# Wahlen zum Repräsentantenhaus der Vereinigten Staaten 1942
Bei den Wahlen zum Repräsentantenhaus der Vereinigten Staaten 1942 wurden am 3. November 1942 die Abgeordneten des Repräsentantenhauses gewählt. Im Bundesstaat Maine fanden die Wahlen bereits am 14. September statt. Die Wahlen waren Teil der allgemeinen Wahlen zum 78. Kongress der Vereinigten Staaten in jenem Jahr, bei denen auch ein Drittel der US-Senatoren gewählt wurden. Da die Wahlen etwa in der Mitte der dritten Amtszeit des Demokratischen Präsidenten Franklin D. Roosevelt stattfanden (Midterm Election), galten sie auch als Votum über die bisherige Politik des Präsidenten. Die Wahl war von den Ereignissen des Zweiten Weltkriegs überschattet. Kriegsbedingt gab es auch mehr Briefwähler durch die Soldaten, die sich außer Landes im Kriegseinsatz befanden.
Zum Zeitpunkt der Wahlen bestanden die Vereinigten Staaten aus 48 Bundesstaaten. Die Zahl der zu wählenden Abgeordneten war 435. Die Sitzverteilung basierte auf der Volkszählung von 1940.
Die Demokraten verloren 45 Sitze und kamen nun auf 222 Mandate. Damit konnte sie die bei 218 Mandaten liegende absolute Mehrheit knapp behaupten. Auf der anderen Seite konnten die Republikaner 47 Sitze hinzugewinnen. Sie kamen nun auf 209 Mandate. Der Hauptgrund für die Gewinne der Republikaner waren Fragen um den Zweiten Weltkrieg, an denen die Vereinigten Staaten seit dem 7. Dezember 1941, dem Tag des japanischen Angriffs auf Pearl Harbor aktiv teilnahmen. Einige Wähler waren unzufrieden mit der Art der Kriegsführung der Bundesregierung.
Vor allem in den Südstaaten knüpften Gesetze das Wahlrecht an ein bestimmtes Mindest-Steueraufkommen. Dadurch wurden ärmere Weiße, vor allem aber viele Afro-Amerikaner vom Wahlrecht ausgeschlossen. Diese Einschränkungen galten bis zur Verabschiedung des 24. Zusatzartikel zur Verfassung der Vereinigten Staaten im Jahr 1964.

## Wahlergebnis
- Demokratische Partei 222 (267) Sitze
- Republikanische Partei 209 (162) Sitze
- Farmer Labor Party: 1  (1) Sitze
- Wisconsin Progressive Party: 2 (3)
- Sonstige: 1 (2)

Gesamt: 435 (435)
In Klammern sind die Ergebnisse der letzten Wahl zwei Jahre zuvor. Veränderungen im Verlauf der Legislaturperiode, die nicht die Wahlen an sich betreffen, sind bei diesen Zahlen nicht berücksichtigt, werden aber im Artikel über den 78. Kongress im Abschnitt über die Mitglieder des Repräsentantenhauses bei den entsprechenden Namen der Abgeordneten vermerkt. Das Gleiche gilt für Wahlen in Staaten, die erst nach dem Beginn der Legislaturperiode der Union beitraten. Daher kommt es in den Quellen gelegentlich zu unterschiedlichen Angaben, da manchmal Veränderungen während der Legislaturperiode in die Zahlen eingearbeitet wurden und manchmal nicht.

## Weblink
- Party Divisions